# Saori Obata
Saori Obata (Sapporo, 23 de abril de 1978) é uma ex-tenista profissional japonesa.